# Maximilien Melleville
Pour les articles homonymes, voir Melleville (homonymie).
Pour l’article ayant un titre homophone, voir Melville.
Maximilien Melleville,, né le 28 avril 1807 à Laon et mort le 9 juillet 1872 à Paris, est un érudit français local. Il repose à Laon, sa ville natale à laquelle il a consacré un de ses ouvrages historiques.

## Biographie
Melleville, fils d'un imprimeur, fit ses études au collège de Laon, et, dès sa plus tendre jeunesse, ses goûts et ses aptitudes le portèrent sur l’étude de l’histoire de son pays. Ses profondes connaissances en archéologie, minéralogie et géologie, le firent bientôt remarquer, et, depuis 1842, il est le créateur de la Société académique de Laon, ancêtre de la Société historique de Haute-Picardie.
Il avait réuni de nombreux documents pour publier une nouvelle édition de l’Histoire de Laon, de rares collections de silex, des fossiles, etc. Toutes ces richesses, jusqu’à sa correspondance, qu’il avait destinée à sa ville natale, furent vendues, assure-t-on, pour la somme de 2 100 francs.